# Judgment Day 2001
Judgment Day 2001 è stato il terzo evento annuale prodotto dalla World Wrestling Federation. L'evento si svolse il 20 maggio 2001 nell'ARCO Arena di Sacramento.

## Risultati
| #    | Risultati                                                                       | Stipulazioni                                                                     | Durata |
| ---- | ------------------------------------------------------------------------------- | -------------------------------------------------------------------------------- | ------ |
| Heat | Raven ha sconfitto Val Venis                                                    | Single match                                                                     | 04:09  |
| 1    | William Regal ha sconfitto Rikishi                                              | Single match                                                                     | 03:58  |
| 2    | Kurt Angle ha sconfitto Chris Benoit                                            | Three stages of hell match per la medaglia olimpica di Kurt Angle                | 23:58  |
| 3    | Rhyno (c) ha sconfitto Big Show e Test                                          | Triple threat hardcore match per il WWF Hardcore Championship                    | 09:13  |
| 4    | Chyna (c) ha sconfitto Lita                                                     | Single match per il WWF Women's Championship                                     | 06:30  |
| 5    | Kane ha sconfitto Triple H (c) con Stephanie McMahon                            | Chain match per il WWF Intercontinental Championship                             | 12:27  |
| 6    | Chris Jericho e Chris Benoit hanno vinto eliminando per ultimi Edge e Christian | Tag team turmoil match per determinare gli sfidanti al WWF Tag Team Championship | 32:09  |
| 7    | Steve Austin (c) ha sconfitto The Undertaker                                    | No Holds Barred match per il WWF Championship                                    | 23:08  |

### Tag team turmoil match
| Ordine d'entrata | Wrestler                                                      | Ordine d'eliminazione | Eliminato da                 |
| ---------------- | ------------------------------------------------------------- | --------------------- | ---------------------------- |
| 1                | The APA (Bradshaw e Faarooq)                                  | 3                     | X-Factor                     |
| 2                | Dean Malenko e Perry Saturn (con Terri)                       | 1                     | APA                          |
| 3                | The Dudley Boyz (Bubba Ray e D-Von Dudley) (con Spike Dudley) | 2                     | APA                          |
| 4                | X-Factor (X-Pac e Justin Credible) (con Albert)               | 5                     | Chris Jericho e Chris Benoit |
| 5                | The Hardy Boys (Matt e Jeff)                                  | 4                     | X-Factor                     |
| 6                | Chris Jericho e Chris Benoit                                  |                       | Vincitori                    |
| 7                | Edge e Christian                                              | 6                     | Chris Jericho e Chris Benoit |